# Das Glück am anderen Ende der Welt
Das Glück am anderen Ende der Welt ist ein deutscher Fernsehfilm-Zweiteiler von Dietmar Klein aus dem Jahr 2007 mit Heiner Lauterbach und Maja Maranow in den Hauptrollen und Michael Greiling, Bernhard Schir, Franz Dinda, Karoline Teska und Diane Willems in tragenden Rollen.

## Handlung

### Teil 1
Hanna Westphal, Managerin des Molkereiunternehmen Grünthal in Berlin, reist im Auftrag ihrer Chefs Werner Sommer, mit dem sie auch liiert ist, mit ihren beiden jüngeren Töchtern Mara und Antonia nach Neuseeland, wo sie sich um die Firmenübernahme einer Bio-Käserei kümmern soll. Hanna und ihr Mann Stefan leben seit fünf Jahren getrennt und pflegen vor allem wegen ihrer drei Töchter Judith, Mara und Antonia ein freundschaftliches Miteinander. Stefan ist ein Verhältnis mit der jüngeren Jennifer Hoffmann eingegangen. 
Da Hannas älteste Tochter Judith in Neuseeland auf einer Schaffarm ein einjähriges Praktikum absolviert hat, will Hanna bei dieser Gelegenheit auch gleich ihre Tochter abholen und mit zurück nach Hause nehmen. Doch auf der Farm angekommen, macht ihr Judith deutlich, dass sie nicht mit ihr und ihren Schwestern nach Deutschland zurückkehren werde, weil sie sich in Jan Holländer, den Sohn des Schaffarmers Wolf Holländer, verliebt hat und das junge Paar bereits seine Hochzeit für nächste Woche geplant hat. Hannas Ex-Mann war schon längst eingeweiht und hat auch schon eine Hochzeitseinladung. Hanna fällt es schwer, sich mit den Tatsachen zufriedenzugeben, letztendlich bleibt ihr aber nichts anderes übrig, als die Entscheidung ihrer Tochter zu akzeptieren und sie ihr Glück in Neuseeland finden zu lassen. Nach der gelungenen Hochzeitsfeier muss und will Hanna, die Sympathien für den Vater ihres neuen Schwiegersohns entwickelt hat, nach Berlin zurückkehren. Doch bald steht seitens ihrer Firma erneut eine Dienstreise nach Neuseeland an. Zuvor jedoch erreicht Hanna eine schreckliche Nachricht: Judith ist bei einem Autounfall ums Leben gekommen.

### Teil 2
Hanna fliegt mit ihren Töchtern und ihrem Mann Stefan nach Neuseeland, um Abschied von Judith zu nehmen. In ihrem tiefen Schmerz macht sie Jan Vorwürfe, dass er ihr doch versprochen habe, das alte Auto reparieren zu lassen, obwohl ihn keine Schuld an dem Unfall trifft. Wolf erzählt Hanna, dass Jan seine tote Frau stundenlang die Straße entlanggetragen habe, bis er endlich Hilfe gefunden habe. Wie solle er diesen Schock je überwinden? Hanna müsse mit ihm sprechen.
Um das Versprechen zu halten, das Hanna Judith gegeben hat, dass die Cheese Company von Eileen Burrow weiter biologisch produzieren könne, investiert Hanna mit eigenem Geld in die Firma, da ihr Arbeitgeber ihrem Konzept insoweit nicht folgen will. Ihr Vorgehen bringt sie jedoch in Schwierigkeiten. Ihr Vorgesetzter Werner Sommer kommt selbst nach Neuseeland, um Hanna ihr Vorhaben auszureden und sie auf Konsequenzen durch Grünthal hinzuweisen.
Wolf konfrontiert Hanna damit, dass sie sich zurückgezogen habe und nur noch damit beschäftigt sei, Judiths Traum wahr werden zu lassen. So könne er nicht weitermachen, wenn sie ihm nicht vertraue, sei es vielleicht wirklich das Beste, wenn sie gehe. Hanna fliegt zurück nach Berlin. Von Sommer erfährt sie, dass Grünthal sie fristlos entlassen hat, lediglich eine Anzeige beim Arbeitsgericht habe er ihr ersparen können. Außerdem wird die Scheidung zwischen Hanna und Stefan ausgesprochen, da Stefan inzwischen mit Jennifer eine weitere Tochter, die kleine Rosa, bekommen hat. Hannas Tochter Mara hat sich zudem entschlossen für ein Jahr nach Neuseeland zu gehen. Sie hat dafür ihre Tanzausbildung unterbrochen, die sie seit ihrem fünften Lebensjahr mit großem Enthusiasmus vorangetrieben hat. Ihren Eltern erklärt sie, dass sie nach dem Tod ihrer Schwester nicht einfach so weitermachen könne wie bisher.
Jan, der völlig verzweifelt ist, setzt das Haus in Brand, das er mit Judith beziehen wollte, und sucht den Freitod, um wieder bei ihr zu sein. Sein Vater kann ihn im letzten Moment aus den Flammen herausholen. Im Krankenhaus kommt es zu einer Aussprache zwischen Vater und Sohn. Jan rät Wolf zu Hanna zu fliegen. Als es an Hannas Tür klingelt, steht Wolf davor. Hanna ist froh, dass er gekommen ist, zumal sie große Probleme mit ihrer jüngsten Tochter Antonia hat, die den Tod ihrer Schwester nicht verwinden kann und große Ängste entwickelt hat, da sie den Zerfall ihrer gesamten Familie befürchtet. 
Wolf nimmt in Deutschland Kontakt zu seiner Tochter Laila auf, die er seit der Trennung von seiner Frau nie wieder gesehen hat. Endlich gestehen sie sich wechselseitig, wie sehr sie einander vermisst haben. Hanna gesteht Wolf, dass sie sehr gern zu ihm kommen möchte, dass sie aber ohne Antonia, die nicht nach Neuseeland wolle, diesen Schritt nicht machen könne. Und dann wendet sich das Blatt doch noch, Hanna und Antonia kommen gemeinsam nach Neuseeland – und diesmal wollen sie bleiben. Hanna macht auch ihren Frieden mit Jan, denn sie weiß, dass er mindestens genauso unter dem Tod Judiths leidet wie sie selbst.

## Produktion

### Produktionsnotizen
Es handelt sich um eine Produktion von TeamWorx in Co-Produktion mit der ARD Degeto, dem Bayerischen Rundfunk und EOS Entertainment. Gedreht wurde im Zeitraum 19. Juni  bis 19. August 2006 in Südafrika und Berlin. Die Redaktion lag bei Hans-Wolfgang Jurgan (ARD Degeto) und Stephanie Heckner (BR).

### Veröffentlichung
Die Erstausstrahlung des Mehrteilers erfolgte am 6. April 2007 im Programm Das Erste der ARD. In Ungarn wurde der Film am 22. Juni 2007 unter dem Titel Boldogtalan boldogság veröffentlicht, in Frankreich unter dem Titel Le bonheur au bout du monde, in Italien unter dem Titel In capo al mondo per amore, in Spanien unter dem Titel Una vida lejos de casa und im Vereinigten Königreich unter dem Titel A life so far away.  
Der Zweiteiler wurde am 20. April 2007 von Warner Home Video auf DVD veröffentlicht (Spieldauer: 185 Minuten).

## Kritik
Auf der Seite Das Erste heißt es, dass Regisseur Dietmar Klein „ein ebenso packendes wie romantisches Familiendrama inszeniert“ habe. Die neuseeländische Küste bilde „den malerischen Hintergrund für eine Geschichte von Liebe und Vertrauen, von Idealismus und dem Mut, noch einmal ganz von vorne anzufangen“. „In den Hauptrollen beeindrucken Maja Maranow und Heiner Lauterbach“ hieß es weiter.
TV Spielfilm konnte der „TV-Liebesschmonzette“ nichts abgewinnen, zeigte mit dem Daumen nach unten und stellte die Frage, warum man einen Film, der auch in der Lüneburger Heide hätte spielen können, in Neuseeland ansiedele und dann in Südafrika drehe? Die selbst gegebene Antwort: „Vermutlich wegen des Einheits-Looks: Denn von den Gefühlen bis zu den Dialogen ist hier nichts echt.“ Fazit: „Pilcher in Grün – und wieder ist alles Käse.“ Auch der zweite Teil des Films wurde von TV Spielfilm abschätzig mit den Worten bedacht: „Herrje! Aussteigerträume zum Abschalten.“
Der Kritiker Tilmann P. Gangloff bewertete den Film für tittelbach.tv mit 3,5 von 6 möglichen Sternen und kam zu dem Ergebnis: „Was für eine Geschichte!“ Man könne Das Glück am anderen Ende der Welt „konstruiert finden, zumal auch diverse Details die Illusion immer wieder trüben“ würden, insgesamt aber sei „diese Achterbahnfahrt der Gefühle – gemessen am Genre – ziemlich gut gelungen“. Gangloff meinte noch, „vielleicht wäre man weniger großzügig, wenn nicht Maja Maranow und Heiner Lauterbach das tragisch umflorte Liebespaar spielen würden, Karoline Teska und Diane Willens nicht so überzeugend wären und der ‚familiäre‘ Subtext nicht so gut funktionieren würde“. Abschließend befand Gangloff: „Und weil in dieser Geschichte alle Elternteile über ihren Schatten springen, ist die Handlung bei aller Überhöhung stets glaubwürdig; von den großen Momenten ganz zu schweigen.“